# 조희준
조희준(趙希埈)은 대한민국의 언론인, 기독교도이다. 1999년 스포츠투데이를 설립하였다. 조용기 목사의 장남으로 현재는 영산조용기자선재단 사무국장을 맡고 있다. 국민일보의 대표이사 사장, 발행인, 편집인을 맡기도 했다.

## 탈세 논란
2011년 9월 19일 여의도순복음교회 장로 29명은 조용기 원로목사와 조 목사의 장남 조희준 전 국민일보 회장을 특정경제범죄가중처벌법상 배임 등의 혐의로 서울중앙지검에 고발했다. 이들은 "조 목사가 당회장 시절 교회 돈을 가져다 장남 조희준씨의 주식 투자에 200억원 넘게 사용하도록 했다"고 말했다.
2014년 1월 20일 교회에 150억원대 손해를 입힌 혐의로 재판에 넘겨진 조용기 여의도순복음교회 원로목사에 대해 검찰이 징역 5년을 구형했다.지난 20일 서울중앙지방법원 심리로 열린 결심공판에서 검찰은 조용기 원로목사에게는 징역 5년과 벌금 72억 원을, 아들인 조희준 전 국민일보 회장에게는 징역 5년을 각각 구형했다.
변론에서 " 국제시대 싸이와 배용준처럼 한국교회의 위상을 드높였다"라고 말하여 공분을 샀다
 보관됨 2014-02-01 - 웨이백 머신
2014년 1월 21일, 5년 징역과 75억 과징금이 구형되었다. 대한민국 목사 중 가장 영향력 있는 목사이며, 2004년 시사저널은 조용기 목사의 비리, 사생활, 베데스다 대학 세금 횡령 의혹을 제기했다. 시사저널은 수 조원대에 이르는 순복음교회 재산과 한해 1천 7백억 원에 달하는 헌금 가운데 상당 부분이 정당한 절차를 거치지 않고 사용되었다고 의혹을 제기했다. 또한 MBC는 뉴스후 프로그램을 통하여 조용기 목사의 장남 조희준의 횡령 및 탈세 후 일본 도피 중인 사실을 취재하여 보도하였다.
2014년 2월 20일에는 아버지인 조용기에게는 징역 3년에 집행유예 5년이 선고됐고, 조희준은 징역 3년의 실형을 선고받고 법정 구속됐다.

## 혼외자 논란
당시 이혼 절차를 끝내지 않은 상태였던 차영과의 사이에 혼외 아들이 있다는 논란이 있다. 차영은 2003년 8월에 조희준의 아이를 낳았다고 주장하면서 정치 생활을 포기하고 2013년 7월에 소송을 냈다. 문제의 아이는 법률상 차영의 전남편의 자로 되어 있었다. 조희준은 차영이 이혼녀인줄 알았다며 성교를 여러차례 가진 사실을 시인하면서 자신의 자녀가 아니라고 주장했다. 조희준측은 법적으로 전남편의 아이로 추정되고 있는 만큼 전남편의 아이가 아닌지 먼저 확인해야한다고 주장했다. 이에 따라 진행된 차영과 전남편 사이의 소송에서 법원이 유전자 검사를 한 결과 차영의 전남편과 문제의 소년 사이에 친자관계가 없다는 결론이 나왔다. 문제의 아이는 어머니의 성 대신 성씨 조씨로 고치고 유력 정치인과 같은 이름으로 개명했으며, 법원은 조희준과 아이간의 친자 검사를 실시할 예정이었다. 그러나 조희준은 계속 유전자검사를 거부하였다. 이에 법원은 2015년 7월 15일 그 아이가 조희준의 친자가 맞다는 판결을 내렸다. 조희준은 항소했으나 2015년 12월 항소를 취하해 차영의 아들은 법적으로 조희준의 친자가 되었다.

## 가족
- 아버지 : 조용기
- 어머니 : 김성혜
- 혼외 아들 : 조 아무개 (이름 미상)
- 장인 어른 : 차관훈
- 처조부    : 차보륜 11 장인 차관훈은 그의 아들이다.
- 처고모    : 차용애10 장인 차관훈은 그의 이복 남동생이다.